# TeNYニュース
『TeNYニュース』（テニィニュース）は、テレビ新潟放送網（TeNY）で放送されている新潟県のローカルニュース番組。

## 概要
テレビ新潟の開局日から1997年12月31日までは、『TNNニュース』（ティーエヌエヌニュース）のタイトルで放送されていた。
新聞のラテ欄に「TeNY N」と表記されていた時期もある。
2025年3月時点では、昼のニュースはNNNストレートニュースに内包。夜のニュースは「てとてとニュース & ウェザー」として放送。ラテ欄では「てとてとニュース＆天」と掲載されている（新潟日報の紙面より）。

## 放送時間
- 月曜 - 木曜 21:54 - 22:00（JST）
- 金曜 - 日曜 20:54 - 21:00

※2025年3月現在、番組編成により変動あり
NNNストレイトニュースとして
- 月曜 - 金曜 11:40:30 - 11:50
- 土曜 11:30:25 - 11:40
- 日曜 11:36:55 - 11:40

## 内容
番組開始後、1 - 2本のニュースが流れる。その後にCMが流れ（スポンサーがある場合）、最後にTeNYタワーが映るエンディングが流れる。
TNNニュース時代
- 1980年代中盤 - 水色をバックに上下に「TNNニュース」の文字が出る静止画。青色をバックに新潟県がCGで作られていき、提供表示と同時にタイトル。エンディングは『NNNニューススポット』と同じ形式でブルーバック。
- 1990年代初頭 - 「TNN」のロゴとモザイクになっている新潟県の地図が現れ、クレジット・モザイクが消えていく。終了の時には青い背景に「TNN」のいくつものロゴが現れ（スポンサーがある）、最後に新潟県の地図と「TNNニュース終」「協力 読売新聞社」の文字が出る。
- 1997年頃 - 簡素なCGで表したTNNタワーをバックに新潟市一望周辺から信濃川に映るタイトルにズームイン（スポンサーがある）、最後の映像に「TNNニュース終」「協力 読売新聞社」の文字が出る（スポンサーがある）。

TeNY時代
- 2025年3月現在 - 夜（基本的に21:54から、編成により変動あり）のニュースは「てとてとニュース & ウェザー」として放送している。